# Camisola branca

Maillot branco

Em certas competições por etapas de ciclismo de estrada, a camisola branca ou camisa branca,  é uma t-shirt diferencial de cor branca levado pelo corredor que ocupa o primeiro lugar de uma classificação.
É sobretudo vestida pelo melhor jovem do Tour de France e do Giro d'Italia, pelo líder do classificação geral da Volta à Catalunha, por aquele da classificação dos sprints da Volta à Suíça, e pelo corredor em cabeça da classificação combinada da Volta a Espanha. De 2005 a 2008, o corredor que ocupa o primeiro lugar da classificação individual do UCI ProTour leva uma camisola branca nas provas inscritas no calendário do ProTour.

## A camisola branca nas grandes voltas
A camisola está atribuído nas Grandes Voltas para o líder de diferentes classificações :
- Tour de France :
  - classificação da combinada (de 1968 a 1974)
  - classificação do melhor jovem (de 1975 a 1988 e desde 2000)[3]
- Giro d'Italia :
  - Classificação do melhor jovem
- Volta a Espanha :
  - classificação geral (em 1941 e de 1946 a 1950)
  - classificação da combinada (de 2008 a 2018)
  - classificação do melhor jovem (desde 2019)

## A camisola brancao nas demais corridas

### Para a classificação geral

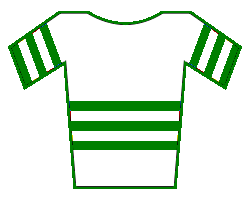
Camisola cinza com bandas verdes levado na Volta à Catalunha

Pode recompensar o líder da classificação geral :
- Paris-Nice (de 1951 a 2001)
- Eneco Tour (desde 2008)
- Volta à Catalunha[4]

### Para a classificação por pontos
Pode recompensar o líder do classificação por pontos :
- Volta ao País basco[5]
- Volta a Portugal

### Para a classificação da montanha
- Volta à Polónia
- Tour Down Under (desde 1999)[6]

### Para a classificação do melhor jovem
- Paris-Nice
- Tirreno-Adriático
- Volta de Califórnia
- Volta à Romandia
- Volta ao Luxemburgo
- Tour de Pequim

### Para a classificação dos sprints
- Volta à Suíça[7]